# Emmanuelle Chriqui

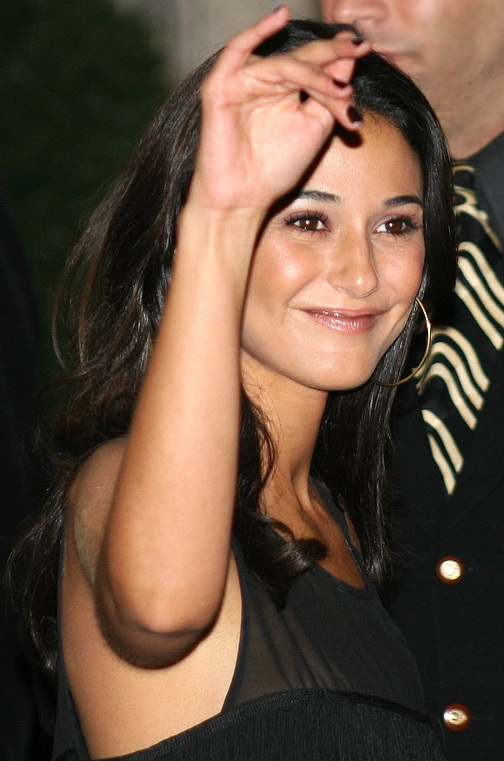
Emmanuelle Chriqui in Toronto (2008)

Emmanuelle Sophie Anne Chriqui (* 10. Dezember 1975 in Montreal, Québec) ist eine kanadische Schauspielerin.

## Leben und Karriere
Chriquis Familie stammt aus Marokko und ist jüdischer Herkunft, sie hat zwei ältere Geschwister.
Chriqui gab ihr Debüt in einer Folge der US-amerikanischen Fernsehserie Kung Fu – Im Zeichen des Drachen (1995). Im Actionthriller Organic Fighter (1995) spielte sie eine der größeren Rollen. In der Komödie Schneefrei (2000) spielte sie die Rolle der Claire Bonner, um die ihr Schulkollege Hal Brandston (Mark Webber) wirbt. Für die Rolle in der Komödie Eins, Zwei, Pie – Wer die Wahl hat, hat die Qual (2000) wurde sie 2001 für den Video Premiere Award nominiert. In der Komödie Adam and Eve (2005) übernahm sie die Hauptrolle der Eve. Von 2012 bis 2013 spielte sie in der Serie The Mentalist die Rolle der Lorelei Martins. Es folgten weitere Fernsehengagements.
Die Zeitschrift Stuff platzierte Chriqui 2002 auf der Liste 102 Sexiest Women In The World. Im Mai 2006 gelangte sie auf eine ähnliche Liste der Zeitschrift Maxim. 2010 wurde sie von Askmen auf Platz eins gewählt.

## Filmografie (Auswahl)
- 1995: Harrison Bergeron – IQ Runner (Harrison Bergeron)
- 1995: Organic Fighter (The Donor)
- 1995: Nick Knight – Der Vampircop (Forever Knight, Fernsehserie, Folge 3x02)
- 1995: Kung Fu (Kung Fu – The Legend Continues, Fernsehserie, Folge 3x04)
- 1996: Grusel, Grauen, Gänsehaut (Are You Afraid of the Dark?, Fernsehserie, Folge 5x13)
- 1996: Traders (Fernsehserie, Folge 2x02)
- 1996: PSI Factor – Es geschieht jeden Tag (PSI Factor: Chronicles of the Paranormal, Fernsehserie, Folge 1x13)
- 1997: Sindbads Abenteuer (The Adventures of Sinbad, Fernsehserie, Folge 1x06)
- 1997: Exhibit A: Secrets of Forensic Science (Fernsehserie, Folge 1x07)
- 1997: The Wonderful World of Disney (Fernsehserie, Folge 1x07)
- 1997: Hier hast du dein Kind (Unwed Father)
- 1998: Ein Direktor räumt auf (Principal Takes a Holiday)
- 1998: Alien Abduction: Incident in Lake County (Fernsehfilm)
- 1998: Futuresport
- 1998: Police Academy – Die Serie (Police Academy: The Series, Fernsehserie, Folge 1x020)
- 1998: Cuori in campo (Fernsehfilm)
- 1999: Detroit Rock City
- 2000: Schneefrei (Snow Day)
- 2000: Eins, zwei, Pie – Wer die Wahl hat, hat die Qual (100 Girls)
- 2001: On the Line
- 2003: Wrong Turn
- 2003: Rick
- 2005: Adam and Eve
- 2005: The Crow – Wicked Prayer (The Crow: Wicked Prayer)
- 2005: In the Mix – Willkommen in der ’Familie’ (In the Mix)
- 2005: O.C., California (The O.C., Fernsehserie, 2 Folgen)
- 2005: AbServiert (Waiting...)
- 2005–2011: Entourage (Fernsehserie, 31 Folgen)
- 2006: Waltzing Anna
- 2006: Deceit (Fernsehfilm)
- 2007: Tortured
- 2007: Sexgeflüster (After Sex)
- 2008: Der Börsen-Crash (August)
- 2008: Leg dich nicht mit Zohan an (You Don’t Mess With The Zohan)
- 2008: Cadillac Records
- 2009: Women in Trouble
- 2010: Elektra Luxx
- 2010: 13
- 2011: 5 Days of War
- 2011: Girl Walks Into a Bar
- 2011: Die Borgias (The Borgias, Fernsehserie, 3 Folgen)
- 2011–2012: Thundercats (Fernsehserie, 21 Folgen, Stimme)
- 2012–2013: TRON: Der Aufstand (Tron: Uprising, Fernsehserie, 15 Folgen, Stimme)
- 2012–2013: The Mentalist (Fernsehserie, 5 Folgen)
- 2013: Three Night Stand
- 2013–2014: Cleaners (Fernsehserie, 18 Folgen)
- 2014: Relationship Status: It's Complicated (Situation amoureuse: C'est compliqué)
- 2014: Fort Bliss
- 2014: Men at Work (Fernsehserie, Folge 3x04 I Take Thee, Gibbs)
- 2014: Sexy Therapy (A Short History of Decay)
- 2015: Entourage
- 2015: Killing Jesus
- 2015: Murder in the First (Fernsehserie, 11 Folgen)
- 2015: The Steps
- 2015: The Grinder (Fernsehserie, 2 Folgen)
- 2016–2017: Shut Eye (Fernsehserie, 13 Folgen)
- 2018: Super Troopers 2
- 2018: 7 Splinters in Time
- 2018: Hospitality
- 2019: The Knight Before Christmas
- 2019: The Passage (Fernsehserie, 10 Folgen)
- 2021: Die in a Gunfight
- 2021–2024: Superman & Lois (Fernsehserie)
- 2022: Cosmic Dawn
- 2024: Boot Camp